# Elegi
Elegi (græsk ἐλεγεῖα, elegeia, egtl. "klagesang") er en form for lyrisk digtning i den græske og romerske litteratur, kendetegnet ved det elegiske distikon.
Indholdet kan være moralsk eller sentimentalt. Elegien kunne bruges til alle former for lejlighedsdigtning, men var især populær til gravdigte og kærlighedsdigte. 
Heraf kommer i nyere tid en anden, afledt betydning: klagesang eller melankolsk digt, som ikke nødvendigvis er skrevet med elegiske distika. 
I Danmark blev elegien dyrket i det 19. århundrede af bl.a. Adam Oehlenschlæger. 
Selvom begrebet normalt betegner en digtform, så har forfatteren Johannes V. Jensen benyttet begrebet til novellen Olivia Marianne der i den første udgave bag titlen "Olivia Marianne, Eksotisk Elegi".